# Nibaz
Nibaz (tiếng Ả Rập: نباز) là một ngôi làng Syria nằm ở Sinjar Nahiyah ở huyện Maarrat al-Nu'man, Idlib. Theo Cục Thống kê Trung ương Syria (CBS), Nibaz có dân số 596 người trong cuộc điều tra dân số năm 2004.